# Liste von Sendeanlagen in Brandenburg
Die Liste von Sendeanlagen in Brandenburg umfasst Sendeanlagen insbesondere für Fernsehen, Hörfunk, Amateurfunk, Richtfunk und Mobilfunk in Brandenburg.
| Name                           | Ort                      | Berg       | Höhe (m)              | Baujahr   | Besitzer                  | Funktionen                                                | Bemerkungen                                                                     |
| ------------------------------ | ------------------------ | ---------- | --------------------- | --------- | ------------------------- | --------------------------------------------------------- | ------------------------------------------------------------------------------- |
| Sender Belzig-Weitzgrund       | Bad Belzig-Weitzgrund    | -          | 169 m                 | 1995      | Deutsche Funkturm         | UKW, DAB+, TV (stillgelegt)                               |                                                                                 |
| Sender Booßen                  | Treplin                  | -          | 163 m                 | 1994      | Deutsche Funkturm         | UKW, DAB+, TV                                             |                                                                                 |
| Sender Casekow                 | Casekow (Uckermark)      | -          | 163 m                 | 1994      | Deutsche Funkturm         | UKW, DAB+, TV (stillgelegt)                               |                                                                                 |
| Deutschlandsender III          | Herzberg (Elster)        | -          | 337 m                 | 1939      | ?                         | Langwelle                                                 | 1945 stark beschädigt, 1946–1947 abgerissen                                     |
| Großfunkstelle Nauen           | Nauen                    | -          | 70 m, 80,5 m          | 1906      | Media Broadcast           | Kurzwelle, ehemals auch Zeitzeichensender (DIZ)           | Zeitzeichensender in den 1990er-Jahren abgeschaltet und mittlerweile demontiert |
| Versuchsfunkstelle Eberswalde  | Eberswalde               | -          | 28 m, 30 m, 70 m      | 1908      | ?                         | Mittelwelle, Kurzwelle (Versuchssender)                   | Mitte 1930er-Jahre stillgelegt, 1939 abgerissen                                 |
| Sender Königs Wusterhausen     | Königs Wusterhausen      | Funkerberg | 210 m                 | 1916      | Stadt Königs Wusterhausen | Langwelle, Mittelwelle, UKW (alle stillgelegt), Mobilfunk | 1995 abgeschaltet, heute technisches Museum                                     |
| Sender Golm                    | Potsdam-Golm             | -          | 51 m                  | 1948      | -                         | Mittelwelle                                               | 1992 abgeschaltet, 1994 abgerissen                                              |
| Sender Pritzwalk               | Pritzwalk                | -          | 169 m                 | 1996      | Deutsche Funkturm         | UKW, DAB+, TV (stillgelegt)                               |                                                                                 |
| Sender Altkünkendorf           | Angermünde-Altkünkendorf | -          | 72 m                  | ?         | ?                         | UKW, Richtfunk                                            |                                                                                 |
| Rundfunksendestelle Zehlendorf | Zehlendorf (Oranienburg) | -          | 359,7 m, 150 m, 129 m | 1936      | Media Broadcast           | Langwelle, Mittelwelle, UKW                               | am 31. Dezember 2014 abgeschaltet, alle Antennen abgerissen                     |
| Fernmeldeturm Calau            | Calau                    | -          | 184 m                 | 1985–1987 | Deutsche Funkturm         | UKW, DAB+, TV, Richtfunk                                  |                                                                                 |